# Portal de la Valldigna
El Portal de la Valldigna o Puerta de la Valldigna es una puerta que se abrió en la muralla de Valencia del siglo XI después de que esta fuera sustituida por la muralla del siglo XIV. Se abrió a mediados del siglo XIV; en el Llibre de Avehinaments de 1377 ya se la menciona.
El portal separaba la ciudad cristiana de la morería de Valencia. Se encuentra en el barrio del Carmen, en el distrito de Ciutat Vella. Es un portal sin puerta, que toma el nombre del Monasterio de Santa María de la Valldigna (Simat de la Valldigna). La casa del abad se encontraba ante el portal. 
Abierta sobre la propia muralla árabe del siglo XI, en el año 1400 era la puerta de acceso a la morería. Es un arco de medio punto de estilo gótico valenciano, de sillar, con un ligero avance en las impostas. Fue restaurado en 1965. 
En el portal hay una reproducción del retablo original que allí existió, dedicado a la Virgen y que fue colocado en 1589. El retablo representa al rey Jaime II de Aragón en el acto de fundación del monasterio de la Valldigna, que otorgó al abad del Monasterio de Santes Creus, con una inscripción que acompaña a la imagen y que dice:  "Aquesta vall per a la vostra causa" (Este valle para vuestra causa). 
En su parte superior está la representación de la Virgen con los escudos de la ciudad de Valencia y del monasterio de la Valldigna. Se trata de un retablo de la década de 1960, junto al cual hay una inscripción que dice Nostra Dona de la Bona Son, Pregueu per nós, Portal de Valldigna. 
Junto al portal se instaló la primera imprenta del Reino de Valencia y de la península ibérica, por parte del maestro impresor Lambert Palmart, en la que en 1474 se imprimió el primer libro de la Península, escrito en valenciano: Les obres o trobes davall scrites les quals tracten de lahors de la sacratíssima Verge Maria (Trobes en Llaors de la Verge Maria). Una placa conmemorativa nos lo recuerda.
También, junto con el portal tuvo lugar el suceso vivido por Fray Joan Gilabert Jofré, interponiéndose al acoso y apedreamiento de un demente, tras el cual y cambiando su sermón cuaresmal, propició el que el 9 de abril de 1409 se pusieron los cimientos del primer manicomio del mundo que se llamó Hospital dels Folls i dels Ignocents.
En 1944 el entonces director de Bellas Artes, don Manuel González Martí, tuvo la iniciativa de declarar monumento histórico-artístico al Portal de la Valldigna, para evitar su desaparición, ya que los propietarios querían demoler la casa para edificar otra de nueva planta. 